# Thành cổ Lệ Giang
Thành cổ Lệ Giang (giản thể: 丽江古城; phồn thể: 麗江古城; bính âm: Lìjiāng Gǔchéng) hay Đại Nghiên (tiếng Trung: 大研) là trung tâm lịch sử của thành phố Lệ Giang thuộc tỉnh Vân Nam, Trung Quốc được UNESCO công nhận là Di sản thế giới từ năm 1997.

## Lịch sử
Thị trấn có lịch sử hơn 1.000 năm và đã từng là nơi hợp lưu buôn bán dọc theo đường mòn Trà mã đạo, con đường được biết đến như là "Con đường tơ lụa Tây Nam". Thị trấn cổ Đại Nghiên nổi tiếng với hệ thống đường thủy và cây cầu được bố trí có trật tự.
Nền văn hóa ở đây là sự kết hợp giữa văn hóa của người Nạp Tây với các yếu tố trái ngược của những thương nhân người Hán định cư ở khu vực này từ nhiều thế kỷ trước. Người Nạp Tây đã sống trong những ngôi nhà bằng gỗ và gạch bùn mà họ học được từ các thương nhân Nam Kinh. Thợ mộc địa phương xây dựng các khung nhà gỗ công phu theo trí nhớ mà không cần phải có bất kỳ bản thiết kế hay sơ đồ nào khác. Những ngôi nhà này thường được tô điểm bởi các chi tiết chạm khắc hoa văn và chim chóc trên cửa sổ. Các chạm khắc hiện được thực hiện bởi các nghệ nhân dân tộc Bạch, nhưng sự chú ý được dành cho việc mô tả hệ động thực vật bốn mùa theo truyền thống của người Hán. Ngay cả các gia đình nông nghiệp nghèo khó cũng thu thập những gì họ có được để lắp các cửa sổ chạm khắc tỉ mỉ, và dường như coi chúng quan trọng hơn đồ nội thất cho ngôi nhà.
Đại Lệ Giang bao gồm Đại Nghiên và hai ngôi làng phía bắc được công nhận là Di sản thế giới vào ngày 4 tháng 12 năm 1997. Kể từ đó, chính quyền địa phương chịu trách nhiệm nhiều hơn về sự phát triển gắn với bảo tồn thành phố cổ. Du lịch Lệ Giang đã tăng lên trong 20 năm qua và khách du lịch từ khắp nơi trên thế giới đã ghé thăm nơi này, mặc dù hầu hết khách du lịch vẫn là người Hán đến từ các vùng khác của Trung Quốc.

## Hình ảnh

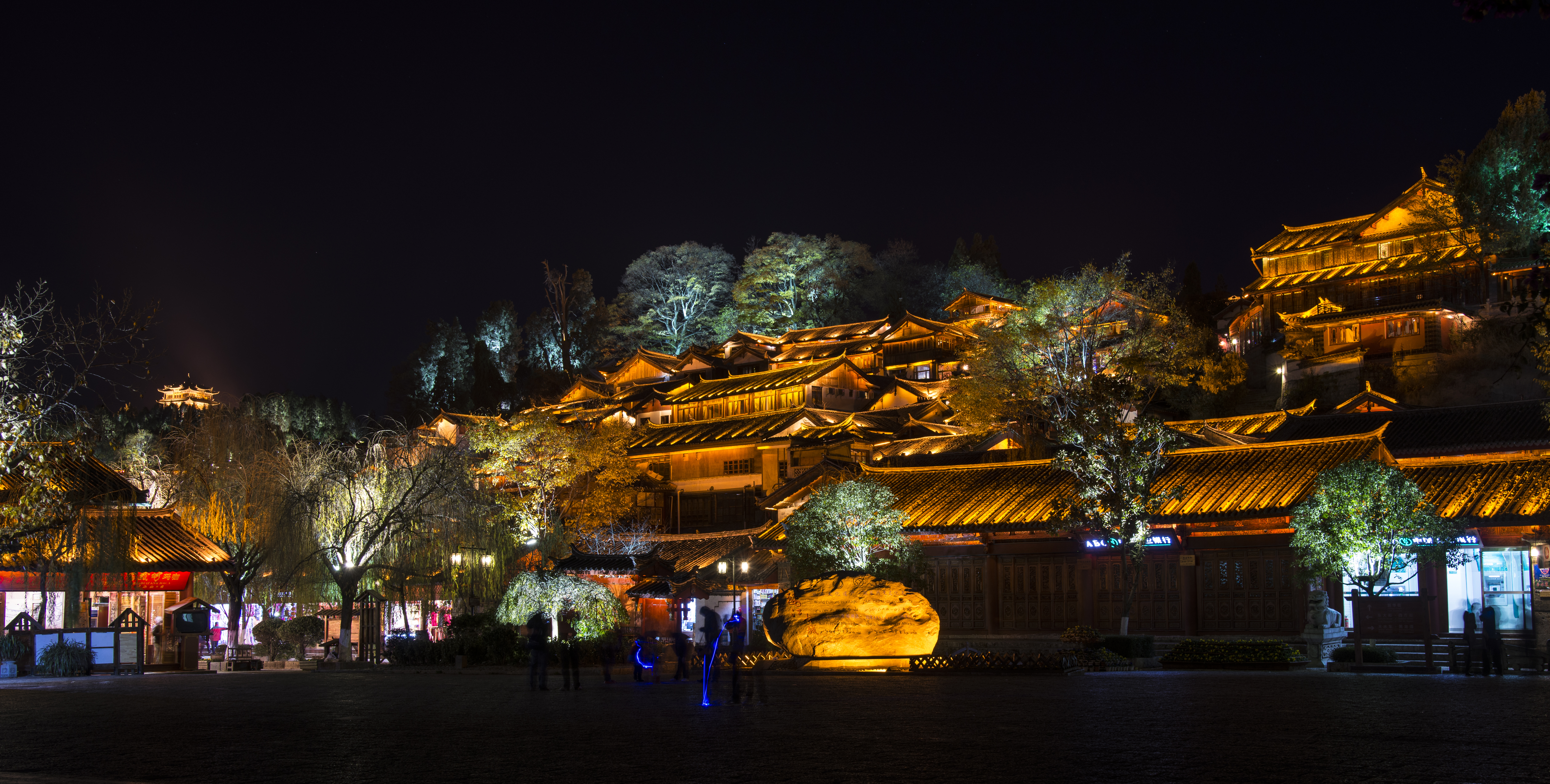
Lệ Giang vào ban đêm
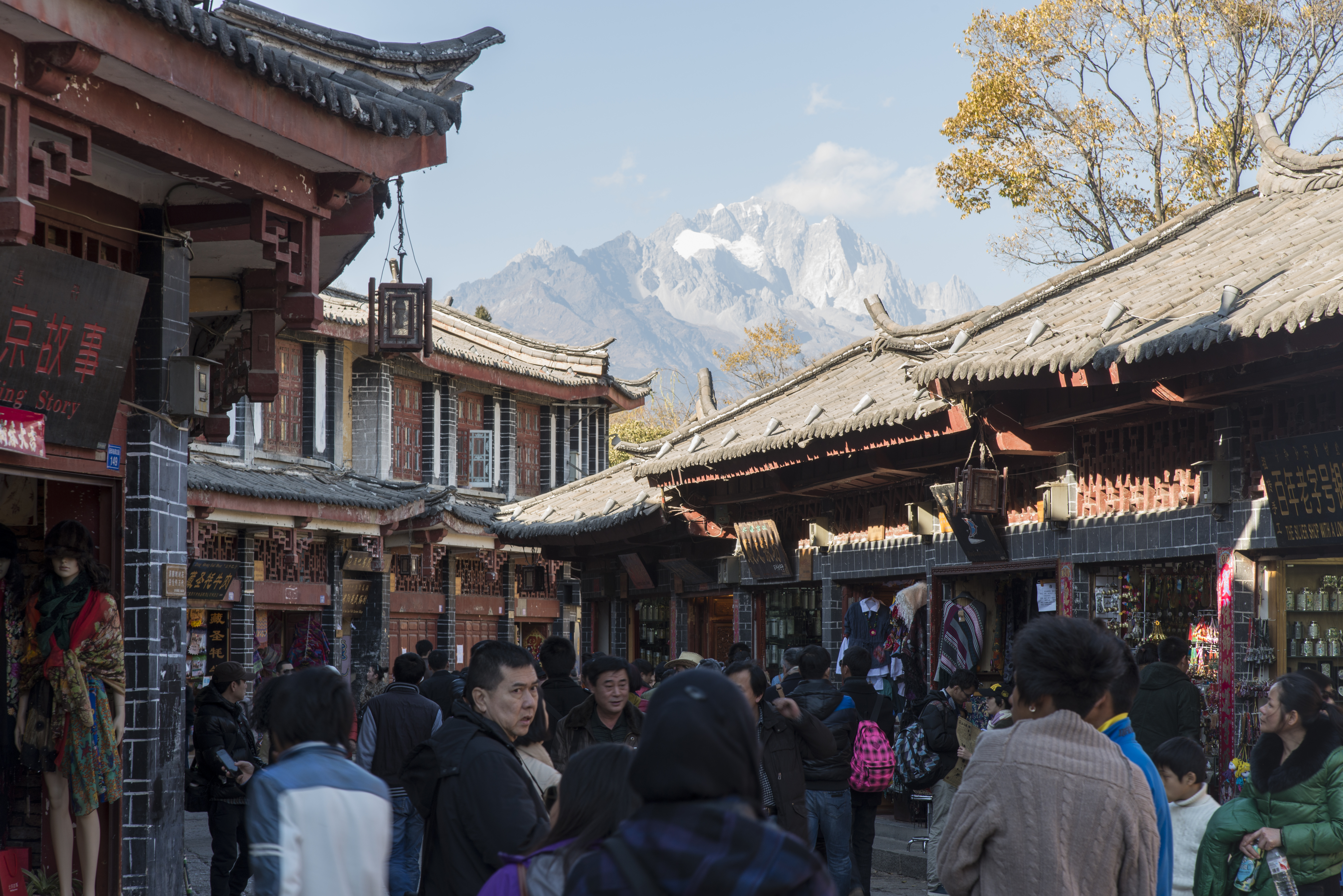
Các cửa hàng dọc theo phố cổ, xa xa là Núi tuyết Ngọc Long
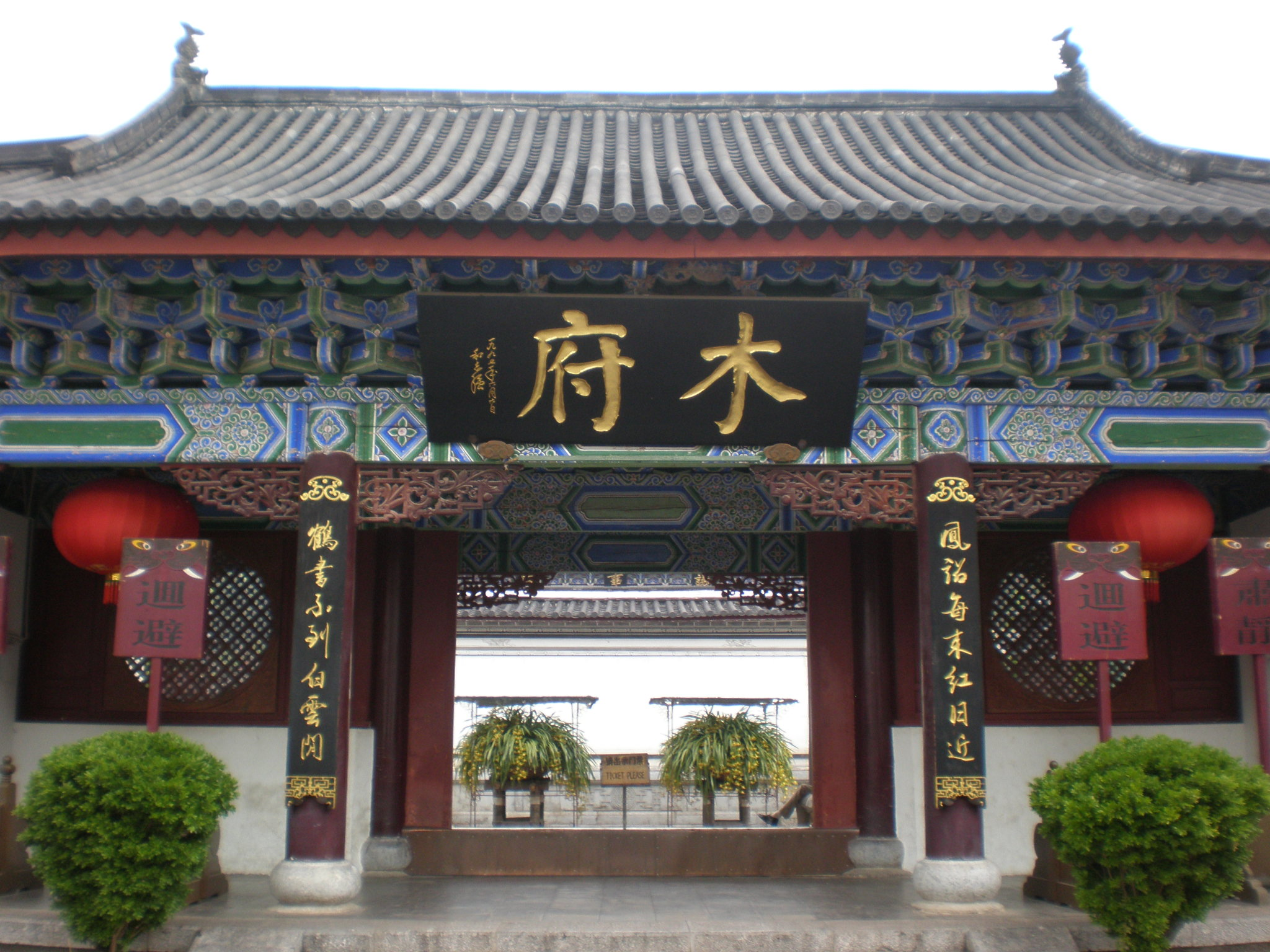
Cổng của một ngôi biệt phủ
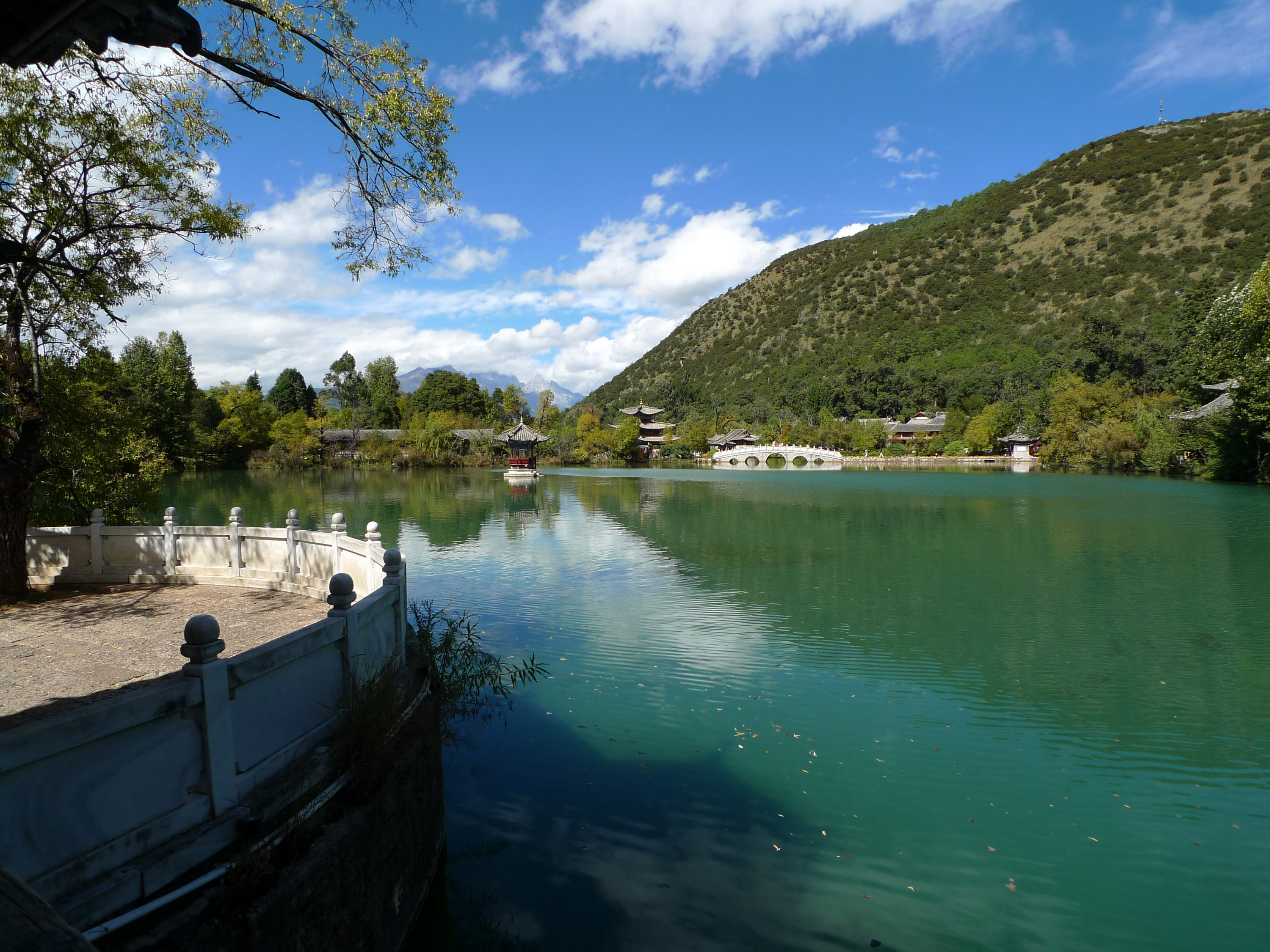
Đầm Hắc Long